# Condado de Sublette
O Condado de Sublette é um dos 23 condados do Estado americano do Wyoming. A sede do condado é Pinedale, que é também a sua maior cidade. O condado tem uma área de 12 784 km² (dos quais 137 km² estão cobertos por água), uma população de 5 920 habitantes, e uma densidade populacional de 0,46 hab/km² (segundo o censo nacional de 2000). O condado foi fundado em 1921 e recebeu o seu nome em homenagem a William Sublette, comerciante de peles.